# Shannonomyia (Shannonomyia) halterata
Shannonomyia (Shannonomyia) halterata is een tweevleugelige uit de familie steltmuggen (Limoniidae). De soort komt voor in het Neotropisch gebied.